# Elisabeth Hasselbeck
 (juin 2020).
Si vous disposez d'ouvrages ou d'articles de référence ou si vous connaissez des sites web de qualité traitant du thème abordé ici, merci de compléter l'article en donnant les références utiles à sa vérifiabilité et en les liant à la section « Notes et références ».
Pour les articles homonymes, voir Hasselbeck.
Elisabeth Hasselbeck, née Filarski le 28 mai 1977 à Cranston (Rhode Island), est une personnalité de télévision américaine. Participante à l'une des éditions de l'émission de téléréalité Survivor en 2001, elle est surtout connue pour être l'une des animatrices du talk-show quotidien The View depuis 2003. Elle s'y fait remarquer pour ses positions régulièrement conservatrices ou néo-conservatrices, tant en faveur de la guerre en Irak que sur la question de la contraception ou de l'avortement, qu'elle condamne. Elle est régulièrement impliquée dans les débats les plus houleux de l'émission.
Elle est la femme de l'ex-joueur de football américain et quart-arrière Tim Hasselbeck, qui fut son petit ami à l'université de Boston.